# Fête nationale

Carte des événements célébrés lors de la fête nationale.
lié à l'indépendance
lié à l'unification ou à une révolution
autre raison
pas de fête nationale

La fête nationale commémore un événement historique, politique ou culturel lié à l'histoire d'une nation, dont l'importance justifie généralement le renouvellement ininterrompu de festivités annuelles, mais qui peut aussi faire l'objet d'une célébration ponctuelle.

## Célébration d'un événement national

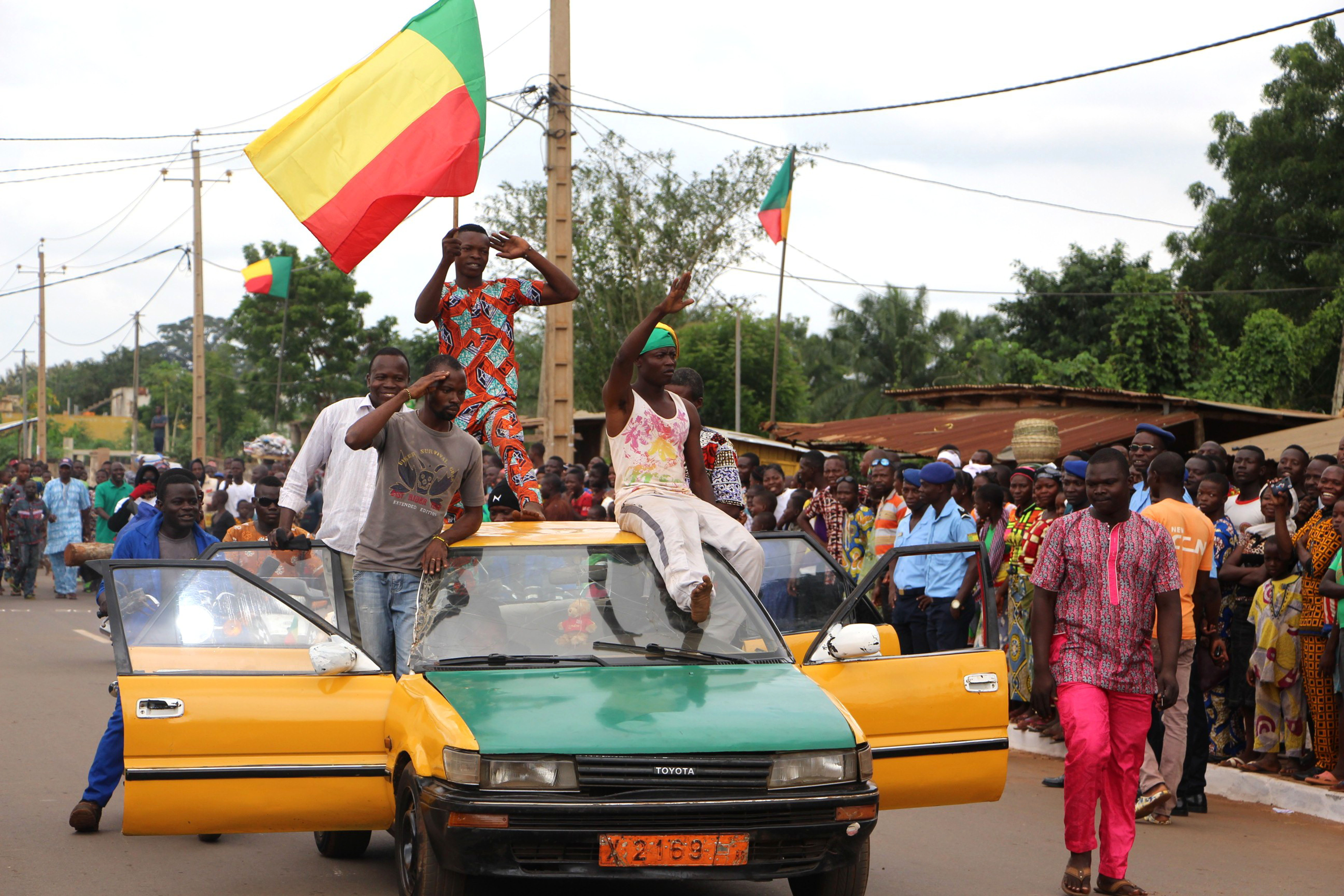
Fête nationale au Bénin (célébration de l'indépendance).

Dans la majorité des pays, la fête nationale marque la naissance de la nation :
- Indépendance, notamment vis-à-vis des anciennes puissances, coloniales comme aux États-Unis (« Independence Day », le jour de l'indépendance), en Corée du Sud (jour de libération de l'occupation japonaise), et dans la plupart des pays américains et africains, ou d'émancipation comme en Grèce (guerre d'indépendance contre l'Empire Ottoman) et dans les anciens pays du bloc soviétique (Biélorussie, Ukraine).
- Unification de plusieurs territoires pour former un pays, comme au Canada (création de la confédération canadienne) ou en Suisse (pacte fédéral).

Souvent, cette fête commémore l'avènement d'un système politique auquel la nation s'identifie :
- Émancipation vis-à-vis du souverain comme en France (« Révolution française ») ;
- Prestation de serment du premier souverain comme en Belgique (« fête nationale belge ») ;
- Proclamation de la République comme en Inde ou en Chine populaire ; en France, la brève loi du 20 juin 1892[1] a décidé dans son article 1er que  « La journée du 22 septembre 1892, centenaire de la proclamation de la République, est déclarée fête nationale », et prévu dans son article second l'inscription au budget de l'année des crédits nécessaires.
- Adoption d'une constitution.

Dans quelques autres pays, la fête nationale est liée à la personnalité du souverain auquel la nation s'identifie : 
- Anniversaire comme au Luxembourg, aux Pays-Bas ou au Japon.

## Fêtes régionales
Dans certaines régions ou territoires qui n'ont pas la pleine souveraineté, la fête nationale peut souligner l'identité d'une nation ou d'un peuple, ou encore l'autonomie d'un gouvernement local. Ainsi, par exemple :
- Au Québec, province canadienne, la Fête nationale du Québec (couramment appelée la « Saint-Jean-Baptiste » pour des raisons historiques) a été officiellement adoptée par l'Assemblée nationale du Québec en 1977, en guise de reconnaissance de la nation québécoise. Elle est célébrée le 24 juin, date à laquelle est célébré le saint patron des Canadiens français, saint Jean le Baptiste.
- En Fédération Wallonie-Bruxelles, une communauté de Belgique, la fête de la Fédération Wallonie-Bruxelles est célébrée depuis 1975 le 27 septembre et commémore l'expulsion de Bruxelles des troupes royales des Pays-Bas conduites par Frédéric, deuxième fils de Guillaume Ier d'Orange lors révolution belge de 1830.
- En Région wallonne, région de Belgique, la Fête de la Région wallonne est célébrée depuis 1998. Elle a lieu le troisième dimanche de septembre et commémore la participation des Wallons à la révolution belge de 1830. À l'origine, cette « Fête de la Wallonie » fut créée en 1923 sous l'impulsion du militant wallon François Bovesse.
- En Région de Bruxelles-Capitale région de Belgique, la Fête de l'iris a lieu le 8 mai. C'est à la fois victoire contre les nazis lors de la seconde guerre mondiale et la Saint-Michel, saint patron de Bruxelles.
- En Flandre belge, la fête de la Communauté flamande (en néerlandais : Feestdag van de Vlaamse Gemeenschap) est célébrée depuis 1973. La fête a lieu le 11 juillet en commémoration de la Bataille des Éperons d'Or (Guldensporenslag) ou la Bataille de Courtrai, en 1302. Dans cette bataille les armées du roi Philippe IV de France se sont battus contre les milices communales flamandes. Le résultat a été une victoire flamande.
- En Communauté germanophone de Belgique, une communauté de Belgique, la Fête de la Communauté germanophone est célébrée le 15 novembre, le jour de la saint Léopold.
- En Catalogne espagnole, la Diada Nacional de Catalunya est la fête nationale et jour férié depuis son officialisation par une loi du Parlement de Catalogne en 1980, confirmée par les articles 8.1 et 8.3 du Statut d'autonomie de 2006. Elle est célébrée le 11 septembre, date à laquelle l'an 1714 la ville de Barcelone assiégée durant quatorze mois par les troupes de Philippe V d'Espagne a été vaincue (siège de Barcelone). Cette bataille mit fin à l'indépendance politique de la Catalogne.
- En Corse, la Festa di a Nazione est une fête nationale aujourd'hui non officielle. Elle a lieu le 8 décembre, jour de l'Immaculée Conception. Le 8 décembre fut choisi jour de fête nationale le 30 janvier 1735 lors de la consulte de Corte. Elle est notamment célébrée par un feu d'artifice dans quelques grandes villes de l'île. L'hymne Dio vi salvi Regina est joué lors des matches du SC Bastia et de l'AC Ajaccio lors qu'ils ont lieu à domicile le 8 décembre.
- En Bretagne, la fête de la Bretagne (Gouel Breizh), le 19 mai, jour de la Saint-Yves, fête nationale non officielle, est l'occasion de rencontres culturelles, sportives, sociales, éducatives. Elle se déroule partout en Bretagne, mais aussi à l'étranger grâce à la diaspora bretonne[2].
- Sur l'île de Man, la fête nationale est le Jour de Tynwald, le 5 juillet, quand les officiaux de l'île s'assemblent pour proclamer les nouvelles lois de l'île. Après la signature des lois par le lieutenant-gouverneur, il y a une fête.
- Trois des nations constitutives du Royaume-Uni, le Pays de Galles, l'Angleterre et l'Écosse, ont leurs fêtes nationales les jours de leurs saints patrons (respectivement le 1er mars, la fête de Saint-David-de-Galles, le 23 avril, la fête de Saint-Georges, et le 30 novembre, la fête de Saint-André) mais seulement la fête de Saint-André est un jour férié local, depuis 2007. La quatrième, l'Irlande du Nord, a sa fête nationale le 12 juillet, pour commémorer la bataille de la Boyne ; ce jour est férié dans l'Irlande du Nord, et est commémoré par les processions par l'ordre d'Orange.
- En Suisse, le canton de Neuchâtel fête le 1er mars son indépendance vis-à-vis de la Prusse (en 1848), tandis que le canton du Jura fête le 23 juin le plébiscite (en 1974) qui marque une étape cruciale dans la création sa création et son indépendance vis-à-vis du canton de Berne.
- En Lorraine, la fête nationale de la Lorraine et des Lorrains, a lieu le 5 janvier. Instaurée en 1477 sous l'ancien régime du duché de Lorraine, la fête commémore la victoire des Lorrains lors de la célèbre bataille de Nancy, qui mit fin à la guerre de Bourgogne.

## Nature des célébrations

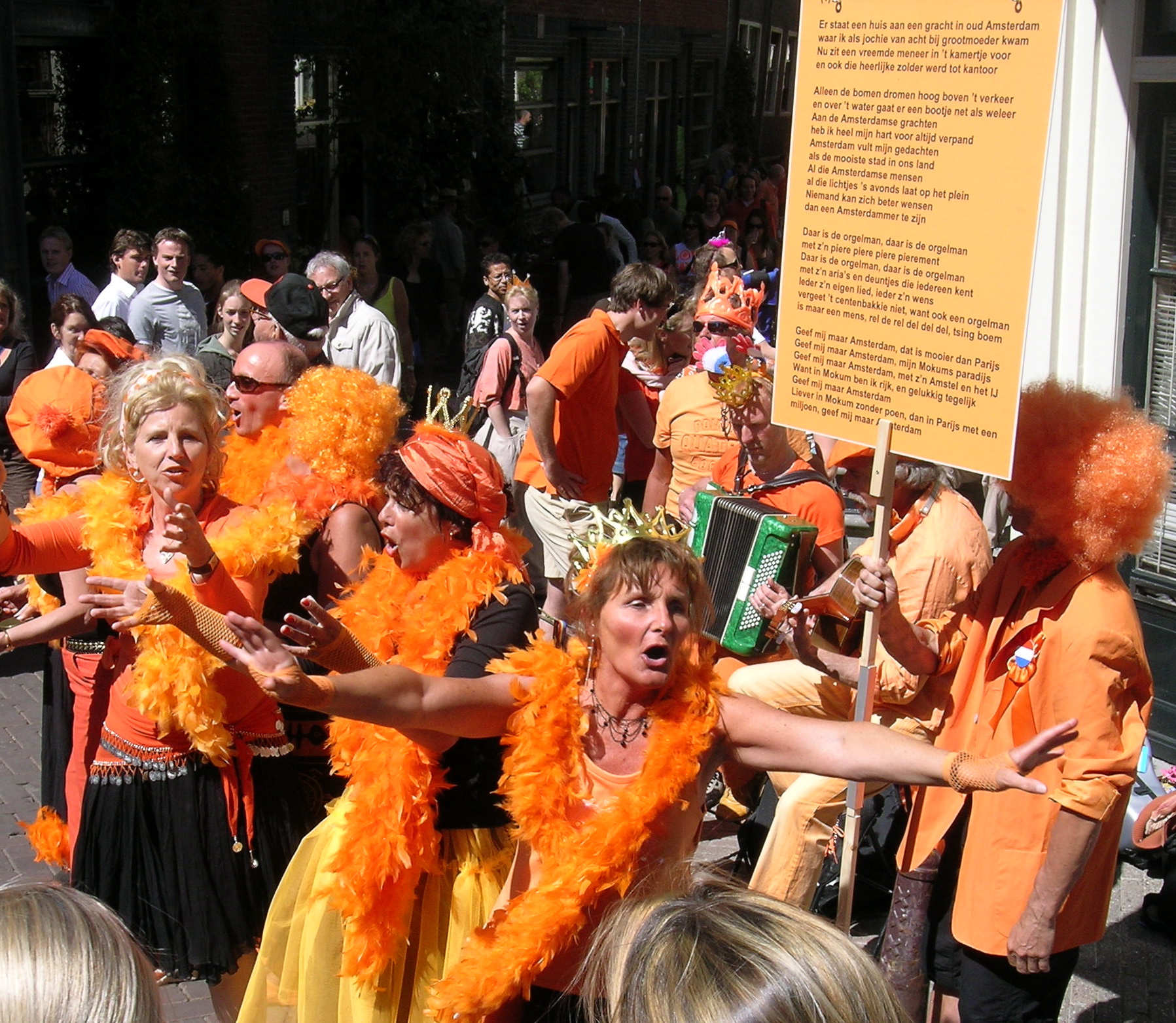
Groupe de musique amateur dans la rue lors de la Fête de la Reine (Pays-Bas).

La plupart des pays ont adopté la tradition d'une fête nationale et soulignent cette fête par des célébrations diverses :
- Défilés militaires (cas du 14 juillet à Paris, du 21 juillet à Bruxelles, du 2 juin à Rome et du deuxième samedi de juin à Londres) ; plusieurs belligérants victorieux de 1945 célèbrent la fin du conflit par la Parade de la Victoire.
- Feux d'artifice (cas du 14 juillet en France,  du 1er juillet au Canada, du 4 juillet aux États-Unis, du 21 juillet en Belgique et du 26 janvier en Australie) ;
- Sons et lumières ;
- Allocutions de dirigeants politiques (1er août en Suisse, 14 juillet à Paris) ;
- Feux de joie (1er août en Suisse).

C'est généralement un jour férié, chômé et payé. Il fait partie des symboles de la souveraineté ou de l'identité nationale, particulièrement le drapeau national . Aux Pays-Bas, la plupart des Néerlandais s'habillent en orange et descendent fêter l'événement dans la rue. Aux États-Unis, les fêtes utilisent souvent les couleurs rouge, bleu, et blanc (qui sont les couleurs du leur drapeau) en décoration. Il existe également lors de ce jour une tradition de commerce, où l’on s'échange des objets.

## Pays sans fête nationale
Le Danemark et le Royaume-Uni sont les deux seuls pays sans fête nationale.